# Bezouce
Bezouce (um 1146 Biducia, ab 1384 Besocia) ist eine Gemeinde in Frankreich mit 2341 Einwohnern (Stand 1. Januar 2022), Département Gard in der Region Okzitanien. Der Name leitet sich möglicherweise entweder vom okzitanischen Beçosa oder vom gallischen Bituscius ab.
Bezouce bildet, zusammen mit den Nachbarorten Redessan, Lédenon, Cabrières und Saint-Gervasy eine Verwaltungseinheit. Sie ist eine von 41 Gemeinden im Pays Garrigues Costières. Die Bewohner nennen sich Bezouçois (fem. Bezouçoises).

## Geschichte
Budenicus war ein gallischer Lokalgott, von dem der südgallische Stamm der Bedunicenses seinen Namen abgeleitet haben soll. Eine Weiheinschrift für ihn wurde in Bezouce (in gallorömischer Zeit Collias, Provinz Gallia Narbonensis) entdeckt.
Bezouce war bis 1790 eine Parochie der Diözese des Erzbischofs von Nîmes und seit dem 17. Prairial des Jahres XIII (6. Juni 1805) eine Parochie und Zweigstelle von Marguerittes, seit 1818 mit einem Vikariat. Der damals rein katholische Ort hatte 774 Einwohner, die Schulen wurden von den Frères de Saint Andréol geführt, einem 1859 gegründeten Schulorden.
Während der Hugenottenkriege des 16. Jahrhunderts war Bezouce abwechselnd in den Händen der beiden Streitparteien; 1562 und 1579 wurde die katholische Einwohnerschaft von den Hugenotten massakriert. Von 4. bis zum 7. Juli 1629 weilte Ludwig XIII. in Bezouce und nahm hier die Ergebenheitsadresse der Protestanten von Nîmes entgegen.
Die Kirche von Bezouce aus dem 11. Jahrhundert (erweitert 1837 und 1858) war ursprünglich im Romanischen Stil errichtet worden, die Zubauten in Gotik. Am 8. Dezember 1482 wurde in ihr Jacques de Caulers zum Bischof von Nîmes geweiht.

### Bevölkerungsentwicklung

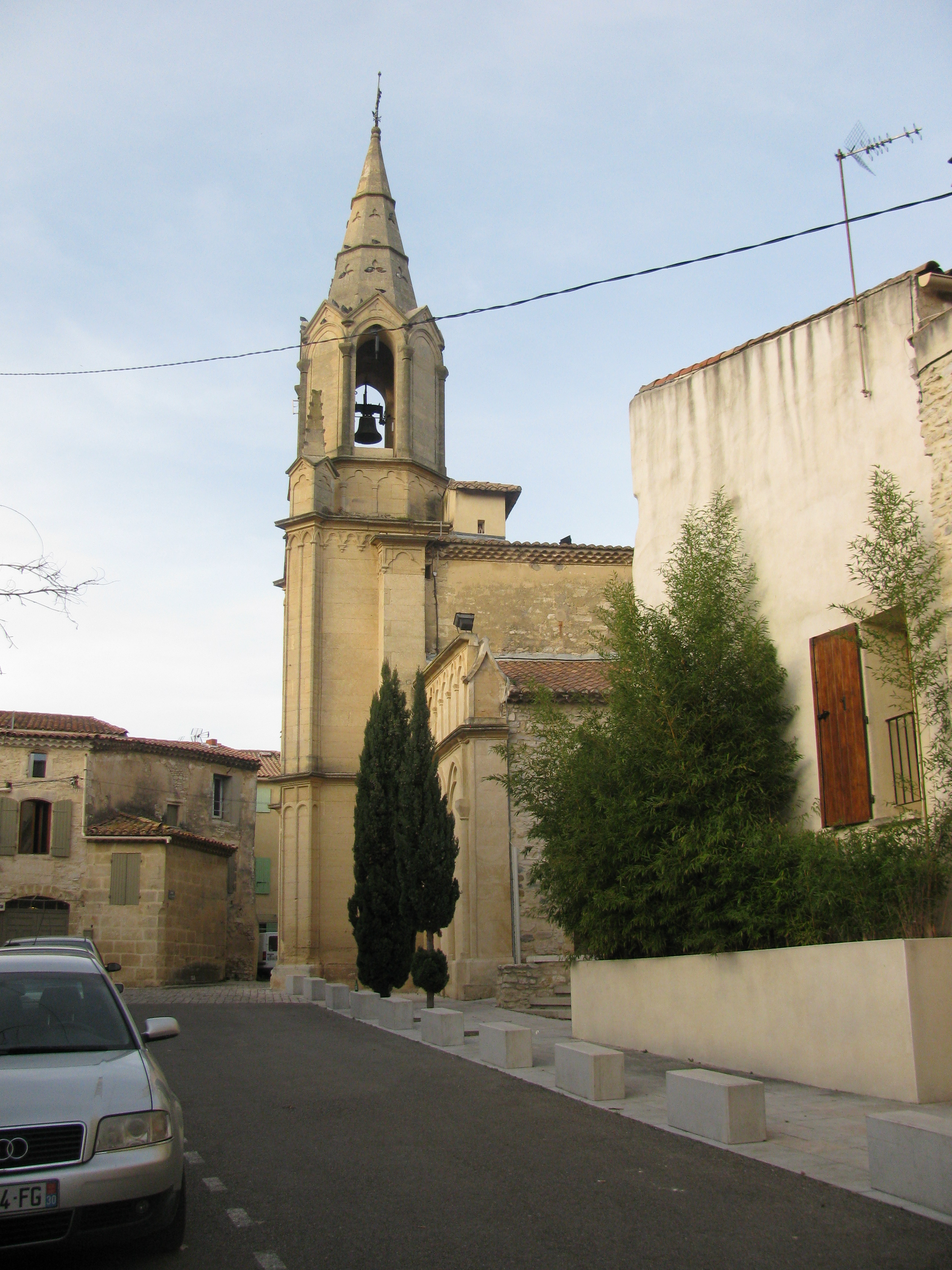
Kirche Saint-André

| Jahr                       | 1962 | 1968 | 1975 | 1982 | 1990 | 1999 | 2006 | 2017 |
| Einwohner                  | 619  | 681  | 721  | 1280 | 1625 | 1950 | 2070 | 2299 |
| Quellen: Cassini und INSEE |      |      |      |      |      |      |      |      |